# جرارد کسی
جرارد کسی (Gerard Casey) (متولد ۱۹۵۱ میلادی)، یکی از دانشگاهیان ایرلندی است که استاد بازنشسته افتخاری در کالج دانشگاهی دوبلین می‌باشد.

## حرفه
او دارای مدارج حقوقی از دانشگاه لندن (LLB) و UCD ‏(LLM) و مدرکی در فلسفه از کالج دانشگاهی کورک، PhD از دانشگاه نوتردام و دکترای بالاتر DLitt از دانشگاه ملی ایرلند است. او پیش از این استادیار دانشگاه کاتولیک آمریکا (واشینگتن DC) طی ۱۹۸۳–۱۹۸۶ میلادی بود. او عضوی از مدرسه فلسفه کالج دانشگاهی دوبلین (UCD) (ریاست از ۲۰۰۱–۲۰۰۶ میلادی) از ۱۹۸۶ تا زمان بازنشستگی‌اش در دسامبر ۲۰۱۵ میلادی بود. او همکار میزس پادشاهی متحده، دستیار تحقیقاتی مؤسسه لودویگ فون میزس در اوبرن، آلاباما و دستیار ویرایشگر «مرور لیبرتاریان مسیحی» و همچنین عضوی از «اتحاد گفتار آزاد» است. او عضوی از مؤسسه سلطنتی فلسفه، انجمن فلسفی آمریکا و جامعه ارسطو بوده‌است. در دسامبر ۲۰۰۶ میلادی، کسی به میزبانی «پت کنی» و ریچارد داوکینز در برنامه «لِیت لِیت شو» ظاهر شد تا در مورد کتاب داوکینز با عنوان «پندار خدا» صحبت کند.

## کنشگری و تألیف
او در سیاست ایرلند طی دهه ۱۹۹۰ میلادی فعال بود و بین ۱۹۹۳ تا ۱۹۹۹ میلادی حزب همبستگی مسیحی را رهبری کرد. او اکنون دارای دیدگاه‌های لیبرترینیسم و و دیدگاه دیگری است که خود آن را دیدگاه آنارشیسم فلسفی می‌نامد. علایق فلسفی او شامل فلسفه سیاسی، فلسفه حقوق و فلسفه دین است. او گهگاهی در برنامه‌های رادیویی و تلویزیونی در ایرلند و انگلستان پدیدار می‌گشت و در مباحثی حول موضوعات اجتماعی و سیاسی بحث می‌نمود. اخیراً برخی از از گفت و گوهای او را می‌توان به صورت آنلاین یافت. او خود را در مسائل دینی کاتولیک، در مسائل اجتماعی محافظه‌کار و در مسائل سیاسی لیبرترین توصیف می‌کند. کتاب او با عنوان «Murray Rothbard» (جلد ۱۵م در سری کتاب‌های «متفکران محافظه‌کار و لیبرترین عمده») توسط «کانتینیوم» در ۲۰۱۰ میلادی منتشر شد و در اوت ۲۰۱۳ میلادی به صورت چاپی (جلد کاغذی) در دسترس قرار گرفت. «آنارشی لیبرترین: در مقابل حکومت» توسط «کانتینیوم» در ژوئیه ۲۰۱۲ میلادی در بریتانیا [سپتامبر ۲۰۱۲ در USA] منتشر شد. تاریخ جامعه تفکر سیاسی غرب از منظر آزادی با عنوان «پیشرفت آزادی؟» توسط انتشاراتی «آکادمیک ایمپرینت» در سپتامبر ۲۰۱۷ میلادی منتشر گردید. «زپ: آزادی بیان و تحمل در روشنای اصل تجمع صفر»، توسط «سوسیتاس» در اکتبر ۲۰۱۹ میلادی منتشر گردید. «بعد از MeToo#: فمینیسم، پدرسالاری، نرینگی سمی و لذتهای فرهنگی گوناگون» نیز توسط سوسیتاس در مارس ۲۰۲۰ میلادی منتشر شد. «آژندا ساز پنهان: تقلای تراجنسیتیان در مقابل واقعیت» نیز توسط انتشاراتی اخیر در مارس ۲۰۲۱ میلادی منتشر شد.

## کتب
- Born Alive: The Legal Status of the Unborn Child (Barry Rose، 2005) ISBN 1 902681 46 0
- Murray Rothbard (Continuum، 2010) Vol. 15 in the series Major Conservative and Libertarian Thinkers ISBN 978-1441100795
- Libertarian Anarchy: Against the State (Continuum، 2012) ISBN 978-1441144676
- Freedom's Progress?: A History of Political Thought (Imprint Academic، 2017) ISBN 978-1845409425
- ZAP: Free Speech and Tolerance in the light of the Zero Aggression Principle (Societas، 2019) * After #MeToo: Feminism, Patriarchy, Toxic Masculinity and Sundry Cultural Delights (Societas، 2020) * Hidden Agender: Transgenderism's Struggle against Reality (Societas، 2021)